# Mistrzostwa Świata w Tenisie Stołowym 1995
43. Mistrzostwa świata w tenisie stołowym odbyły się w dniach 1-14 maja 1995 roku w Tiencinie. Zawody zostały zdominowane przez reprezentantów Chin, którzy zwyciężyli we wszystkich konkurencjach.

## Końcowa klasyfikacja medalowa
| Miejsce | Państwo          | Złoto | Srebro | Brąz | Razem |
| ------- | ---------------- | ----- | ------ | ---- | ----- |
| 1       | Chiny            | 7     | 4      | 6    | 17    |
| 2       | Korea Południowa | 0     | 1      | 2    | 3     |
| 3       | Szwecja          | 0     | 1      | 1    | 2     |
| 4       | Chorwacja        | 0     | 1      | 0    | 1     |
| 4       | Białoruś         | 0     | 1      | 0    | 1     |
| 6       | Hongkong         | 0     | 0      | 1    | 1     |
| 6       | Węgry            | 0     | 0      | 1    | 1     |
| 6       | Francja          | 0     | 0      | 1    | 1     |

## Medaliści
| Konkurencja:               | Złoto:                | Srebro:                           | Brąz:                                                     |
| gra pojedyncza kobiet      | Deng Yaping           | Qiao Hong                         | Liu Wei Qiao Yunping                                      |
| gra pojedyncza mężczyzn    | Kong Linghui          | Liu Guoliang                      | Ding Song Wang Tao                                        |
| gra podwójna kobiet        | Deng Yaping Qiao Hong | Liu Wei Qiao Yunping              | Wang Chen Wu Na Csilla Bátorfi Krisztina Tóth             |
| gra podwójna mężczyzn      | Lü Lin Wang Tao       | Zoran Primorac Uładzimir Samsonau | Lin Zhigang Liu Guoliang Damien Eloi Jean Philippe-Gatien |
| gra mieszana               | Wang Tao Liu Wei      | Kong Linghui Deng Yaping          | Lee Chul-seung Ryu Ji-hae Erik Lindh Marie Svensson       |
| konkurs drużynowy mężczyzn | Chiny                 | Szwecja                           | Korea Południowa                                          |
| konkurs drużynowy kobiet   | Chiny                 | Korea Południowa                  | Hongkong                                                  |